# Victor Langellotti
Victor Langellotti (Monaco, 7 juni 1995) is een Monegaskisch wielrenner die anno 2025 rijdt voor INEOS Grenadiers. Hij is de zoon van Umberto Langellotti, president van de Fédération Monégasque de Cyclisme en lid van de Union Européenne de Cyclisme.

## Carrière
In juni 2017 werd Langellotti, achter Andreas Miltiadis, tweede in de tijdrit op de Spelen van de Kleine Staten van Europa. In de proloog van de Ronde van de Aostavallei werd hij derde, achter Matteo Fabbro en Pavel Sivakov. In oktober werd bekend dat hij in 2017 de overstap zou maken naar Burgos BH.
Langelotti vertegenwoordigde Monaco bij de Europese Spelen van 2015 (wegwedstrijd) en 2019 (wegwedstrijd en tijdrit).
In zijn eerste profseizoen kwam Langellotti tot slechts negen koersdagen, met plek 21 in de tweede etappe van Colombia Oro y Paz als beste resultaat. In 2019 nam hij onder meer deel aan de Ronde van Turkije, waar hij in de derde etappe in de vroege vlucht zat. In 2022 won Langellotti een rit in de Ronde van Portugal. Kort daarna startte hij, als eerste Monegask in de Ronde van Spanje. Langellotti verving Ángel Madrazo die door een besmetting met COVID-19 niet kon starten. Langellotti was drie dagen leider in het bergklassement. Hij moest echter opgeven, terwijl hij de bergtrui droeg. Bij een valpartij brak Langellotti een sleutelbeen en met hoofdletsel moest de Monegask een nacht in het ziekenhuis verblijven.
Zijn eerste professionele overwinning boekte hij in 2022 in de Ronde van Portugal. Hij was in de sprint de sterkste in de achtste etappe. Zijn tweede overwinning volgde een jaar later; in de Ronde van Turkije was hij de snelste in de zesde etappe.

## Overwinningen
2022
8e etappe Ronde van Portugal
2023
6e etappe Ronde van Turkije
2025
6e etappe Ronde van Polen

### Resultaten in voornaamste wedstrijden
| Jaar | Ronde van Italië | Ronde van Frankrijk | Ronde van Spanje |
| ---- | ---------------- | ------------------- | ---------------- |
| 2021 |                  |                     |                  |
| 2022 |                  |                     | opgave           |
| 2023 |                  |                     |                  |
| 2024 |                  |                     |                  |
| 2025 |                  |                     |                  |

| Jaar | Amstel Gold Race | Waalse Pijl | Clásica San Sebastián |  | WK op de weg |
| ---- | ---------------- | ----------- | --------------------- |  | ------------ |
| 2021 |                  |             | 85e                   |  |              |
| 2022 |                  |             | opgave                |  |              |
| 2023 |                  | 35e         | opgave                |  | opgave       |
| 2024 |                  |             |                       |  | opgave       |
| 2025 | 71e              | opgave      | 48e                   |  |              |

## Ploegen
- 2018 –  Burgos-BH
- 2019 –  Burgos-BH
- 2020 –  Burgos-BH
- 2021 –  Burgos-BH
- 2022 –  Burgos-BH
- 2023 –  Burgos-BH
- 2024 –  Burgos-BH
- 2025 –  INEOS Grenadiers

Cabedo · Cubero · Ezquerra · González · Herklotz · Langellotti · López · Mamykin · Mendes · Merino · Mitri · Robredo · Rubio · Salas · Sessler · Simón · Torres
Bico · Bol · Cabedo · Cubero · Ezquerra · Fernandes · Fuentes · Gibson · Langellotti · López · Madrazo · Mitri · Peñalver · Robredo · Rubio · Sessler · Sureda · Vilela
Aparicio · Bol · Cabedo · Díaz (vanaf 3/6) · Domingues · Ezquerra · Fuentes · Langellotti · López-Cózar · Madrazo · Molenaar · Moreno · Muller · Navarro · Okamika · Orts · Pelegrí · Peñalver · Räim · Rubio · Sánchez · Fernández (stagiair) · Franco (stagiair) · Martin (stagiair)
Alleno · Álvarez · Angulo · Aparicio · Ardila (tot 23/8) · Barthe · Bol · Díaz · Ezquerra · Fagundez · M. Fernández · Franco · Fuentes · Langellotti · Madrazo · Mora (vanaf 9/5) · Navarro · Okamika · Orts · Pelegrí · Peñalver · Sánchez · Delgado (stagiair) · S. Fernandez (stagiair)
Alleno · Álvarez · Angulo · Aparicio · Bol · Bouglas · Chumil · Delgado · Díaz · Ezquerra · Fagundez · Fernandez · Franco · Fuentes · Gate · Jackson · Langellotti · Mora · Okamika · Pelegrí · Sainbayar · Vacek · Bennassar (stagiair) · Cabedo (stagiair) · Rey (stagiair)